# Jolanta Chwastyk-Kowalczyk
Jolanta Elżbieta Chwastyk-Kowalczyk (ur. 1958) – polska literaturoznawczyni i bibliolog, profesor nauk humanistycznych.

## Życiorys
W 1982 ukończyła studia z zakresu bibliologii i informacji naukowej w Wyższej Szkole Pedagogicznej im. Tadeusza Kotarbińskiego w Zielonej Górze. Doktoryzowała się w 2000 na Akademii Pedagogicznej im. Komisji Edukacji Narodowej w Krakowie w oparciu o pracę pt. Problemy kultury i literatury na łamach „Bluszczu” w latach 1918–1939, której promotorem był prof. Jerzy Jarowiecki. Stopień doktora habilitowanego uzyskała w 2009 na Wydziale Filologicznym Uniwersytetu Wrocławskiego na podstawie rozprawy zatytułowanej Londyński „Dziennik Polski i Dziennik Żołnierza” 1944–1989. Gazeta codzienna jako środek przekazu komunikatów kulturowych. Tytuł naukowy profesora nauk humanistycznych otrzymała 29 stycznia 2018, a odebrała 14 marca 2018.
Zatrudniona na Uniwersytecie Jana Kochanowskiego w Kielcach, na którym objęła stanowisko profesora nadzwyczajnego. W kadencji 2012–2016 pełniła funkcję dyrektora Instytutu Dziennikarstwa i Informacji na Wydziale Humanistycznym. Związana również z londyńskim Polskim Uniwersytetem na Obczyźnie.
Zajmuje się badaniem polskich czasopism uchodźczych i emigracyjnych w XX i XXI wieku, szczególnie w Wielkiej Brytanii. Jej zainteresowania naukowe obejmują także kwestie współczesnego polskiego rynku prasy artystyczno-literackiej i czasopism o sztuce po 1989.

## Wybrane publikacje
- „Bluszcz” w latach 1918–1939. Tematyka społeczna oraz problemy kultury i literatury, Kielce 2003.
- Londyński Dziennik Polski 1940–1943, Kielce 2005.
- Londyński „Dziennik Polski i Dziennik Żołnierza” 1944–1989. Gazeta codzienna jako środek przekazu komunikatów kulturowych, Kielce 2008.
- Katyń, dipisi, PKPR ma łamach polskich czasopism uchodźczych, Kielce 2011.
- Obraz edukacji Polaków na obczyźnie na łamach czasopism emigracyjnych, Kielce 2014.
- „Technika i Nauka”. Elitarne czasopismo Stowarzyszenia Techników Polskich w Wielkiej Brytanii, Kielce 2015.